# 26e régiment de chasseurs à cheval
le  26e régiment de Chasseurs à cheval est une unité de cavalerie l’armée française actuellement dissoute.

## Création et différentes dénominations
- 1802 : Création du 26e régiment de chasseurs à Cheval à partir de Régiments Chasseurs Piémontais italiens.
- Le 26e régiment de chasseurs à cheval sera dissous peu de temps après l'abdication de Napoléon Ier, au cours de la 1re Restauration.

## Chefs de corps
(*) Officier qui devint par la suite général de brigade.
(**) Officier qui devint par la suite général de division.
- 1802 : Digeon (Alexandre-Elisabeth-Michel) - Chef-de-Brigade (**)
- 1807 : Vial (Jacques) - Colonel (*)
- 1813 : Miller (Jacques-Francois-Joseph) - Colonel - Tué le 26 janvier 1814 -
- 1814 : Robert (Benjamin-Louis) - Colonel

## Historique des garnisons, campagnes et batailles

### Garnisons successives
- 1803-1804 : Liège
- 1804-1805 : Mayence (1er et 2e escadron)
- 1804-1805 : Zalbach (3e et 4e escadron)

### Guerres napoléoniennes(1803-1815)
Campagne d'Allemagne et de Pologne au 4e Corps de Soult (1805-1807).
- 1805 :
  - Bataille de Haslach-Jungingen
  - Bataille d'Ulm
  - Brno
  - 2 décembre : Bataille d'Austerlitz
- 1807:
  - Straslund
  - Passarge
  - Corps d'observation de la Gironde

Sert dans la péninsule ibérique de 1808 à 1812.
- 1808 : Armée de Portugal - Guerre d'indépendance espagnole
  - Roleia,
  - Vimeiro
- 1809 :
  - Medellin,
  - Talavera-de-la-Reyna,
  - Almonacid
- 1810 :
  - Ciudad-Rodrigo
- 1812 :
  - Renda,
  - Arapiles
- 1813 :
  - Duero
- 1813 : Campagne d'Allemagne
  - Pirna,
  - Dresde,
  - Wachau,
  - 16-19 octobre : Bataille de Leipzig
  - Einach
- 1814 : Campagne de France (1814)
  - Saint-Croix
  - Saint-Dizier,
  - Chalons,
  - Bar-sur-Aube

## Étendard
[Information douteuse]
- Austerlitz (1805)

## Personnages célèbres ayant servi au26eRégiment de Chasseurs à cheval
- Joseph Alexandre Félix de Laville (né le 10 février 1774 à Turin (Piémont)), général de brigade : chef d'escadron dans le 1er régiment de hussards piémontais le 1er fructidor an VIII.
- Louis Caillemer (1764-1827)